# My Father's Place
My Father's Place je hudební klub, který se nachází v obci Roslyn na Long Islandu v New Yorku. Původně se nacházel v ulici Bryant Avenue, č. p. 19. Zpočátku se jmenoval Roslyn Bowl a jeho majitelem byl Jay Linehan. Linehanův syn později doporučil změnu názvu na My Father's Place. Důležitou osobou v historii klubu byl Michael „Eppy“ Epstein, který z původně countryového klubu udělal rockový. V klubu vystupovala řada hudebníků, mezi něž patří například John Cale, Mike Oldfield a Meat Loaf. Klub zanikl v roce 1987. Poslední koncert zde proběhl 3. května toho roku – vystoupila kapela Tower of Power. Roku 2017 bylo oznámeno, že v následujícím roce bude klub v prostorách hotelu The Roslyn Hotel znovu otevřen.